# Ontiñena

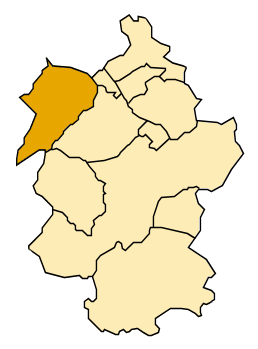
Mapa gminy na mapie comarki Zinca Baxa

Ontiñena (kat. Ontinyena) – gmina w Hiszpanii, w Aragonii, w prowincji Huesca, w comarce Bajo Cinca.
Powierzchnia gminy wynosi 136,92 km². Zgodnie z danymi INE, w 2005 roku liczba ludności wynosiła 621, a gęstość zaludnienia 4,53 osoby/km². Wysokość bezwzględna gminy równa jest 215 metrów. Współrzędne geograficzne gminy to 41°40'33"N, 0°5'16"E. Kod pocztowy do gminy to 22232.

## Demografia
| 1991 | 1996 | 2001 | 2004 | 2005 |
| ---- | ---- | ---- | ---- | ---- |
| 750  | 682  | 650  | 623  | 621  |